# Stein Mehren
Stein Mehren (Oslo, 16 de mayo de 1935-28 de julio de 2017) fue un artista visual, poeta, dramaturgo, ensayista y escritor noruego ganador del Premio Dobloug en 1971.
De 1964 a 1975 estuvo casado con Tove Halvorsen, y luego con Siri Hjemdal de 1979 a 1981.

## Obra
- 1960 Gjennom stillheten en natt, poesía.
- 1961 Hildring i speil, poesía.
- 1962 Alene med en himmel, poesía.
- 1963 Mot en verden av lys, poesía.
- 1965 Gobelin Europa, poesía.
- 1966 Tids Alder, poesía.
- 1966 Samtidsmuseet og andre tekster, ensayo.
- 1967 Vind Runer, poesía.
- 1968 Narren og Hans hertug, eller Stykket om fløytespilleren Hans van Nicklashausen og hans møte med stratenplyndrerne.
- 1969 Aurora det niende mørke.
- 1970 Maskinen og menneskekroppen – en pastorale, ensayo.
- 1971 Kongespillet – avviklingen av en myte, poesía y prosa.
- 1972 De utydelige. En europeisk roman, novela.
- 1973 Den store frigjøringen eller hva som hendte meg på siste sommerseminarium en dag jeg forsøkte å krype ut av sangkassen min, novela corta.
- 1973 Dikt for enhver som våger, poesía.
- 1974 Kunstens vilkår og den nye puritanismen, ensayo.
- 1975 De utydelige : en europeisk roman – 2. omarbeidede utg, novela.
- 1975 Menneske bære ditt bilde frem, poesía.
- 1975 En rytter til fots. Åpent brev til kulturister av alle slag, ensayo.
- 1975 Titanene : en europeisk roman.
- 1976 Den store søndagsfrokosten.
- 1976 Det opprinnelige landskapet, poesía.
- 1977 Myten og den irrasjonelle fornuft, ensayo.
- 1977 Det trettende stjernebilde, poesía.
- 1979 Vintersolhverv, poesía.
- 1980 50 60 70 80, ensayo.
- 1981 Den usynlige regnbuen, poesía.
- 1982 Galakse, tekster med illustrasjoner av Kai Fjell.
- 1982 Samlede dikt 1960-1967.
- 1983 Timenes time, poesía.
- 1984 Her har du mitt liv, ensayo.
- 1986 Corona. Formørkelsen og dens lys, poesía.
- 1987 Vår tids bilde som entropi og visjon. 5 postmoderne essays.
- 1989 Det andre lyset, poesía.
- 1989 Fortapt i verden. Syngende, poesía.
- 1990 Skjul og forvandling, poesía.
- 1991 Arne Nordheim. Og alt skal synge.
- 1992 Nattsol, poesía.
- 1992 Det forseglede budskap. Et essay om jeg-dannelse i lys av postmodernisme, mystikk og kjønnsroller.
- 1993 Dikt i bilder, poesía y dibujos.
- 1994 Evighet, vårt flyktigste stoff, poesía.
- 1999 Utvalgte dikt, poesía.
- 1999 Nattmaskin, poesía.
- 1999 Kjærlighetsdikt, poesía y dibujos.
- 1999 Hotel Memory, poesía.
- 2000 Ark, poesía.
- 2001 Ord av Stein Mehren.
- 2002 Den siste ildlender, poesía.
- 2004 Imperiet lukker seg, poesía.
- 2004 Samlede dikt 1973-1979.
- 2005 Nye bilder, tidlige dikt, poesía y dibujos.
- 2006 Anrop fra en mørk stjerne, poesía.
- 2007 I stillhetens hus, poesía.
- 2008 Ordre, poesía.